# Douglas F5D Skylancer
Douglas F5D Skylancer – amerykański myśliwiec pokładowy, wersja rozwojowa F4D Skyray, zbudowany dla US Navy. Projekt początkowo oznaczony jako F4D-2N miał być wersją samolotu F4D Skyray zdolną do operowania w każdych warunkach pogodowych.
Ze względu na zbyt duże różnice z maszyną bazową Skyray, powstałe podczas znacznych jej modyfikacji zmieniono oznaczenie samolotu na F5D Skylancer. Chociaż kształt kadłuba był podobny, to został on skonstruowany prawie od nowa, zamontowano też znacznie cieńsze skrzydło ze wzmocnionym poszyciem. Kadłub wydłużono o 2,4 metra, modelując go w newralgicznych miejscach w taki sposób, aby stawiał jak najmniejszy opór aerodynamiczny przy prędkościach bliskich bariery dźwięku, zapewniając jednocześnie dużą stabilność maszyny.
Chociaż pozostawiono uzbrojenie strzeleckie w postaci czterech działek kalibru 20 mm zainstalowanych w skrzydłach, jako główne uzbrojenie przewidywano kierowane i pociski rakietowe AIM-9 Sidewinder lub AIM-7 Sparrow, oraz niekierowane kalibru 51 mm stabilizowane obrotowo.
Łącznie zamówiono 9 samolotów testowych i dalszych 51 w wersji produkcyjnej, która miała być napędzana silnikami Pratt & Whitney J57-P-14, chociaż planowano także użycie jeszcze mocniejszych General Electric J79. 
Pierwszy lot maszyny, wraz z przekroczeniem bariery dźwięku odbył się 21 kwietnia 1956 roku. Samolot wykazał dobre własności pilotażowe i doskonałe osiągi, pomimo to po wyprodukowaniu czterech egzemplarzy prototypowych marynarka wojenna anulowała zamówienie na tę maszynę. Oficjalnym powodem zerwania kontraktu było podobieństwo do maszyny F8U Crusader, natomiast zdaniem historyków, spowodowała to decyzja polityczna. Wytwórnia Douglas dostarczała ówcześnie wiele typów maszyn dla US Navy, a przyznanie jej kolejnego kontraktu mogłoby ją uczynić prawie monopolistą.
Pomimo zamknięcia programu rozwojowego, cztery wyprodukowane maszyny nadal były testowane w ramach różnych wojskowych programów badawczych. Dwa samoloty zostały wycofane z testów w 1961 roku, ale pozostałe latały nadal przekazane na początku lat 50. do NACA (którą wkrótce przemianowano na NASA). Jedna z maszyn stała się platformą testową dla programu budowy naddźwiękowego samolotu transportowego ze skrzydłami typu delta. Maszyna ta została wycofana z użytku w 1968 roku. Ostatni egzemplarz używano do symulacji procedury ewakuacyjnej z samolotu Boeing X-20 Dyna-Soar ze względu na podobieństwo kształtu i podobne charakterystyki lotne. Po anulowaniu programu Dyna Soar używano F5D Skylancera jeszcze do wielu innych testów w ramach programów badawczych, aby ostatecznie wycofać go z lotów w 1970. Obecnie egzemplarz ten znajduje się w Armstrong Air and Space Museum w Wapakoneta w stanie Ohio.